# کارول پیتمن
کارول پیتمن (به زبان انگلیسی: Carole Pateman) (زادهٔ ۱ دسامبر ۱۹۴۰) فمینیست و نظریه‌پرداز سیاسی بریتانیایی است.
کارول پیتمن در سال ۱۹۴۰ در شهر ساسکس انگلیس متولد شد. برای رفتن به دبیرستان بورس تحصیلی گرفت ولی در سن شانزده سالگی دبیرستان را رها کرد تا در یک اداره به کار مشغول شود. در سال ۱۹۶۳ به کالج راسکین و سپس دانشگاه آکسفورد رفت و به خواندن علوم سیاسی، فلسفه و اقتصاد مشغول شد و در نظریه سیاسی دکتری گرفت. پیتمن پیش از گرفتن دکتری اولین کتاب خود یعنی مشارکت و نظریهٔ دموکراسی را در سال ۱۹۷۰ منتشر کرد. در ۱۹۷۲ به تدریس نظریهٔ سیاسی در دانشگاه سیدنی پرداخت و در ۱۹۹۰ صاحب کرسی علوم سیاسی در دانشگاه کالیفرنیا شد.
پیتمن با تأکید بر بازخوانی نظریه‌پردازان کلاسیک دموکراسی لیبرال چون هابز، لاک، روسو و میل نظریهٔ دموکراسی مدرن خویش را ارائه می‌دهد. از نظر پیتمن، لیبرال دموکراسی توانایی فراهم کردن برابری زنان و مردان را ندارد و آن را «مردسالاری برادرانه» می‌نامد که در برابر پدرسالاری که گونه سنتی مردسالاری است قرار می‌گیرد.